# Estádio dos Mártires de Pentecostes
O Estádio dos Mártires de Pentecostes (em francês: Stade des Martyrs de la Pentecôte), anteriormente conhecido como Estádio de Kamanyola (em francês: Stade de Kamanyola), é um estádio multiuso localizado em Quinxassa, capital da República Democrática do Congo. É utilizado principalmente em competições de futebol, embora também seja palco de competições de atletismo.
É oficialmente a casa da Seleção de Futebol da República Democrática do Congo, assim como do Vita Club e do Motema Pembe, clubes da capital. Sua capacidade máxima é de 80 000 espectadores.